# Mytilina ventralis
Mytilina ventralis är en hjuldjursart som först beskrevs av Ehrenberg 1830. Enligt Catalogue of Life ingår Mytilina ventralis i släktet Mytilina och familjen Mytilinidae, men enligt Dyntaxa är tillhörigheten istället släktet Mytilina och familjen Brachionidae. Arten är reproducerande i Sverige.

## Underarter
Arten delas in i följande underarter:
- M. v. brevispina
- M. v. longidactyla
- M. v. ventralis
- M. v. wuhanensis